# آلسیو میلیلو
آلسیو میلیلو (انگلیسی: Alessio Milillo؛ زادهٔ ۳۱ مارس ۱۹۹۷) بازیکن فوتبال است.
از باشگاه‌هایی که در آن بازی کرده‌است می‌توان به باشگاه فوتبال دلفینو پسکارا اشاره کرد.